# Menoceras arikarensis
Menoceras arikarensis (лат.) — вид вымерших некрупных носорогов, обитавших в Северной Америке в раннем миоцене. Являются типовым видом своего рода.

## Внешний вид и строение
Это более мелкий и древний из двух видов рода. Масса его представителей не превышала 175 кг. Длина их черепа 35 см, ширина (по скуловой кости) — 20 см, высота (в области затылка) — 14,5 см.

## Места и древность находок
Ископаемые кости Menoceras arikarensis относятся к раннему миоцену и найдены в США (Небраска и Вайоминг, а также, возможно, Нью-Джерси и Флорида).

## Образ жизни
Видимо, это было достаточно подвижное животное.